# Rjŏkpchogujŏk
Rjŏkpchogujŏk nebo Ryeokpo-guyeok (korejsky 력포구역) je jeden z městských obvodů Pchjongjangu, hlavního města Severní Korey. Leží na jihovýchodě města. Hraničí na severu s obvody Sŏngjogujŏk a Sŏngjogujŏk a na západě s obvodem Rangnanggujŏk.
Obvod vznikl v říjnu 1960.
Hlavní turistickou zajímavostí je náhrobek krále Tongmyonga (na obrázku), v obvodě leží také chráněný les borovic hustokvětých.